# Памятник Воину-освободителю (Серпухов)
Памятник Воину-освободителю — монумент в Серпухове, посвящённый советским воинам-освободителям Великой Отечественной войны.
Памятник входит в состав мемориала на Соборной горе по улице Красная гора.

## История
Автор памятника — советский скульптор Евгений Викторович Вучетич. Монумент в Серпухове является макетом, на основании которого был отлит бронзовый монумент Воину-освободителю, размещенный в Берлинском Трептов-парке и является мировым символом победы над фашизмом. Он представляет собой фигуру советского солдата с опущенным мечом и спасенной маленькой девочкой на руках. Евгений Вучетич вложил в руку солдата детально воспроизведённый меч Гавриила — псковского князя, который был соратником Александра Невского в сражении с немецкими рыцарями Тевтонского ордена на Чудском озере.
Памятник был передан в дар Серпухову по воле Е. В. Вучетича, первоначально был установлен на территории Серпуховского музея и в рамках передвижных выставок путешествовал по Советскому Союзу и за рубежом, побывав в Польше, Чехословакии, Венгрии, Румынии. После возвращения в Серпухов, в 1964 году, монумент был размещен на территории больницы имени Н. А. Семашко (2-я Московская улица), на то место, где до 1956 года был установлен памятник Иосифу Виссарионовичу Сталину.
В 1990-х годах вандалы оторвали у солдата меч, а тот, который в данный момент присутствует в памятнике, был изготовлен неизвестным серпуховским умельцем, который просил никогда и нигде не указывать своего имени. В 2008 году по инициативе общественности Серпухова памятник был отправлен на реставрацию в мастерскую им. Вучетича, после чего в 2009 году его установили на Соборной горе и зажгли перед ним вечный огонь.
Памятник высотой 2,5 метра установлен на постамент и облицован плитами из красно-коричневого гранита. В центре цоколя постамента, также выполненного из гранитных плит, находится бронзовый венок с вечным огнём, по бокам — цветочные клумбы. На лицевой части пьедестала установлена памятная доска в виде геральдического щита с надписью: ВОИНУ ОСВОБОДИТЕЛЮ. Площадка монумента уложена тротуарной плиткой. В торжественные дни здесь собираются жители города, несет службу почётный караул.
Житель Серпухова Алексей Николаевич Голованов издал книгу «Воин-освободитель в Серпухове», которая в 2014 году была удостоена премии губернатора «Наше Подмосковье».